# Kike Salas
Enrique Jesús Salas Valiente (ur. 4 października 2002 w Morón de la Frontera) – hiszpański piłkarz, występujący na pozycji obrońcy w hiszpańskim klubie Sevilla, której jest wychowankiem. Młodzieżowy reprezentant Hiszpanii.

## Kariera klubowa
Zadebiutował w La Lidze 10 września 2022 roku w wygranym 3:2 meczu przeciwko RCD Espanyol. 

## Statystyki kariery

### Klubowe
(aktualne na dzień 24 sierpnia 2024)
| Klub               | Sezon              | Liga               | Liga  | Liga   | Puchar Kraju | Puchar Kraju | Europa | Europa | Inne  | Inne   | Suma  | Suma   |
| Klub               | Sezon              | Liga               | Mecze | Bramki | Mecze        | Bramki       | Mecze  | Bramki | Mecze | Bramki | Mecze | Bramki |
| ------------------ | ------------------ | ------------------ | ----- | ------ | ------------ | ------------ | ------ | ------ | ----- | ------ | ----- | ------ |
| Sevilla            | 2022/23            | Primera Division   | 6     | 1      | 2            | 0            | 2      | 0      | –     | –      | 10    | 1      |
| Sevilla            | 2023/24            | Primera Division   | 23    | 3      | 3            | 0            | 2      | 0      | –     | –      | 28    | 3      |
| Sevilla            | 2024/25            | Primera Division   | 2     | 0      | 0            | 0            | —      | —      | –     | –      | 2     | 0      |
| Sevilla            | Ogólnie            | Ogólnie            | 31    | 4      | 5            | 0            | 4      | 0      | 0     | 0      | 40    | 4      |
| Tenerife (wyp.)    | 2022/23            | Segunda Division   | 7     | 0      | —            | —            | —      | —      | –     | –      | 7     | 0      |
| Tenerife (wyp.)    | Ogólnie            | Ogólnie            | 1     | 0      | 0            | 0            | 0      | 0      | 0     | 0      | 1     | 0      |
| Ogólnie w karierze | Ogólnie w karierze | Ogólnie w karierze | 38    | 4      | 5            | 0            | 4      | 0      | 0     | 0      | 47    | 4      |